# Mazuby
Mazuby là một xã của Pháp, nằm ở tỉnh Aude trong vùng Occitanie.
Người dân địa phương trong tiếng Pháp gọi là Mazubiens.

## Hành chính
| Danh sách các xã trưởng                |           |              |      |                    |
| Giai đoạn                              | Giai đoạn | Tên          | Đảng | Tư cách            |
| tháng 3 năm 2001                       |           | Francis Savy | PS   | Conseiller général |
| Tất cả các dữ liệu trước đây không rõ. |           |              |      |                    |

## Thông tin nhân khẩu
| Năm | 1962 | 1968 | 1975 | 1982 | 1990 | 1999 |
| --- | ---- | ---- | ---- | ---- | ---- | ---- |
| Dân số | 67   | 72   | 51   | 41   | 35   | 25   |
| From the year 1968 on: No double counting—residents of multiple communes (e.g. students and military personnel) are counted only once. |      |      |      |      |      |      |